# 543
543 foi um ano comum do século VI que teve início e terminou a uma quinta-feira, segundo o Calendário Juliano. A sua letra dominical foi D.
| Ano completo                        |
| ----------------------------------- |
| Ano comum com início à quinta-feira |

## Eventos
- O reino de Macúria adopta o cristianismo copta

## Nascimentos
- São Columbano (m. 615)